# Giuseppe Frazzetto
Giuseppe Frazzetto (Catania, 1955) è uno storico dell'arte, critico d'arte ed estetologo italiano.

## Biografia
Insegna Storia dell'arte contemporanea, Estetica dei new media, Storia e teoria del videogame, Computer games e cultura della gamification e Storia dei nuovi media presso l'Accademia di belle arti di Catania. Ha insegnato Storia dell'arte contemporanea presso il Dipartimento di scienze umanistiche dell'Università di Catania.
Collabora o ha collaborato con quotidiani (La Sicilia, Giornale del Sud, Espresso Sera) e riviste specializzate in arte contemporanea (Apeiron, Arte e critica, Hi-Art, Il giornale dell'arte, Segno, Tema celeste, Terzoocchio, TribeArt, De Pictura, Vita Pensata)
La sua attività di storico si è a lungo concentrata sull'analisi dei rapporti fra centro e periferia, globale e locale.
Va proponendo una metodologia storico-critica innovativa, da un lato attenta al rischio di insensatezza che minaccia l'immagine nell'epoca dell'estetizzazione totalitaria, dall'altro aperta alle problematiche inedite originate dalla confluenza fra pratiche artistiche e tecnologie.
Quest'approccio multidisciplinare si dispiega in una molteplicità di saggi nonché nell'ideazione e cura di mostre d'arte contemporanea, a volte aventi come tema le problematiche relative allo stesso concetto di mostra (ad esempio, nel 1989 e 1990, Stazioni e Lampare, esposizioni all'aperto ambientate in luoghi dell'Etna e sulle rive dello Ionio; nonché, il 31 dicembre 1989, la mostra “concettuale” e “invisibile” in numerose città italiane Anno Luce - Una mostra privata), oppure relative al rapporto fra arte e critica (ad esempio una rassegna dedicata alle metodologie della giovane critica, Scritture per l'arte, cat. Il Quadrante, Torino 1989).
Dalla fine degli anni ottanta ha pubblicato saggi dedicati alla teoria dell'arte contemporanea e ai rapporti fra arte e tecnologia.
È uno dei pochi studiosi italiani di videogiochi.
Nel 1985 ha ricevuto ex aequo il Premio Brancati-Zafferana.
Ha fatto parte del primo consiglio scientifico del Museum - Osservatorio dell'arte in Sicilia di Bagheria.
Nel 2001 è stato presidente del comitato scientifico dell'iniziativa pluriennale “Castelmola Città degli artisti”.
Nel 2011 è stato premiato nell'ambito del premio “Salvo Basso - Città di Scordia”.

## Opere
- Elio Romano, Mazzotta, Milano 1986 (con Salvatore Silvano Nigro).
- Pietro Paolo Vasta pittore (1697-1760), ICA, Catania, 1987.
- Solitari come nuvole. Arte e artisti in Sicilia nel ‘900, Maimone, Catania, 1988 (con prefazioni di Vincenzo Consolo, Giuseppe Giarrizzo, Filiberto Menna).
- Scritture per l'arte, Il Quadrante, Torino, 1989.
- Antonio Corpora, Maimone, Catania, 1990.
- Museo. Aporia dell'immagine, De Martinis & c., Catania, 1994 (prefazione di Manlio Sgalambro).
- La danza e la conchiglia, in AA. VV., Emilio Greco. Catalogo generale dell'opera incisoria, Il Cigno, Roma, 1994.
- La questione siciliana, Maimone, Catania, 1997.
- Tracce di una storia naturale, in AA. VV., Museum, Bagheria, 1997.
- Terra ti solleverò con un grido di gioia. Utopia e metodo in Luigi Di Sarro, Mazzotta, Milano, 2001.
- Collezione di arte contemporanea per il Castello di Aci. Museo dei giovani artisti, Mazzotta, Milano, 2002.
- L'implosione postcontemporanea. L'arte nell'epoca del Web globale, Città Aperta, Troina, 2002 (a c. di Pietro Barcellona).
- L'invenzione del nuovo. Caratteri fondamentali dell'arte contemporanea, Maimone, Catania, 2004.
- Il gruppo di Scicli, Silvana Editoriale, Milano, 2004.
- Gibellina. La mano e la stella, Fondazione Orestiadi, Gibellina, 2007.
- Molte vite in multiversi. Nuovi media e arte quotidiana, Mimesis, Milano, 2010.
- Avatar e la forma simbolica del videogioco, in AA. VV., Filosofie di Avatar. Immaginari, soggettività, politiche, a c. di A. Caronia e A. Tursi, Mimesis, Milano, 2010.
- Pinacoteca Nunzio Sciavarrello, Collegio Capizzi di Bronte, 2010.
- Catania + Pittura + Moderno AntiModerno + Scultura 1921/1981, in Catania. La città moderna, la città contemporanea, a cura di Giuseppe Giarrizzo, Domenico Sanfilippo editore, Catania, 2012.
- L'invenzione del nuovo. Modi dell'arte contemporanea (nuova edizione accresciuta), Maimone, Catania, 2013.
- Epico Caotico. Videogiochi e altre mitologie tecnologiche, Logo Fausto Lupetti Editore, Bologna, 2015.
- Artista sovrano. L'arte contemporanea come festa e mobilitazione, Logo Fausto Lupetti Editore, Bologna, 2017.[7][8][9]
- L'hanima ha bisogno di reclame. Sebastiano Carta e i manifesti settari 1929-1969, Logo Fausto Lupetti, Bologna, 2019.
- Prefazione a Vittorio Ugo Vicari, Un agricoltore assai smozzicato. Formazione fiorentina e residenza siciliana di Libero Elio Romano, Alessandro Mancuso editore, Venaria Reale 2021.
- Nuvole sul grattacielo. Saggio sull'apocalisse estetica, Quodlibet, Macerata, 2022. [10] [11]